# Erètria
|  | No s'ha de confondre amb Èritres (desambiguació) o Eritrea. |

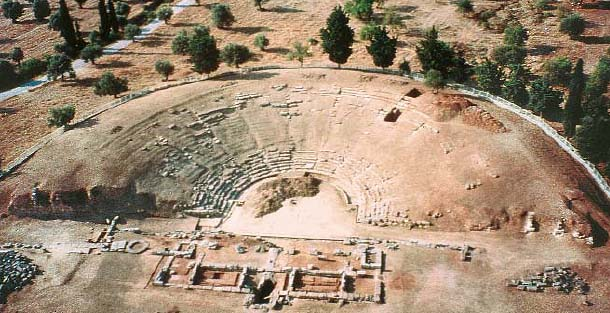
Antic teatre d'Erètria

Erètria (grec antic: Ἐρέτρια, llatí: Eretria) fou una antiga ciutat d'Eubea, la més poderosa de l'illa després de Calcis. Apareix al Catàleg de les naus de la Ilíada.
Era a la costa occidental, una mica al sud de Calcis i a l'extrem sud-oest de la fèrtil plana de Lelàntion. Segons Heròdot, els eretris eren suposadament jonis i procedien de l'Àtica però alguns autors diuen que els seus habitants no eren totalment jonis, i que va ser colonitzada per la ciutat de Macistos a Trifília. Estrabó diu que la vella Erètria, la ciutat primigènia, era enfront d'Oropos, i que la nova Erètria era enfront de Delfínion. El territori d'Erètria comprenia una part de l'illa d'Eubea, amb les ciutats d'Amarint entre la nova i la vella Erètria on se celebrava un important festival, l'Amaríntia on hi participaven 3000 hoplites, 600 genets, i 60 carros. Tàmines al sud de la vella Erètria, Portmos, encara mes al sud, Distos, a l'interior, i Ecàlia també a l'interior. Andros, Tenos i Ceos entre altres illes eren dependències d'Erètria, i va tenir suposadament una colònia a Calcídia que es va dir Cromes.
Durant molt de temps va lliurar una guerra contra Calcis per la possessió de la plana de Lelàntion. En un dels conflictes Erètria va tenir com aliada a la ciutat de Milet i en agraïment Erètria va enviar 5 vaixells a Milet per ajudar-la en la revolta de Jònia que havia esclatat poc després d'aquell conflicte (499 aC). En conseqüència els perses, amb una força dirigida per Datis i Artafernes, van assetjar Erètria el 490 aC. Després de sis dies d'atac van ocupar la ciutat i la van arrasar totalment i els seus habitants portats a Pèrsia on el rei Darios els va permetre establir-se i els va perdonar la vida.
Un temps després es va construir una nova Erètria una mica al sud de la vella, defensada a l'oest per un riu i a l'est per una zona pantanosa. Prop del seu port els atenencs foren derrotats pels espartans el 411 aC i quan els atenencs es van refugiar a la ciutat, que era la seva aliada, els seus ciutadans els van massacrar i es van integrar llavors a l'aliança amb Esparta com van fer les altres ciutats de l'illa.
Després de la guerra Erètria estava en mans de tirans. Un d'ells, Temisó, va ajudar els exiliats d'Oropos a recuperar la seva ciutat als atenencs. A Temisó el va succeir Plutarc que el 354 aC va demanar ajut a Atenes contra Calcis, governada pel tirà Càl·lies, que es va aliar amb Filip II de Macedònia. Atenes va enviar un exèrcit sota el comandament de Foció que va derrotar a Càl·lies a Tàmines, però tot seguit, sospitant una traïció dels eretris, va enderrocar a Plutarc i va establir la democràcia. Uns anys després Filip va enviar una força que va destruir Portmos, el port d'Erètria i va establir com a tirà de la ciutat a Clitarc. Aquest va governar fins al 341 aC quan el comandant atenenc Foció, enviat a Eubea a petició de Demòstenes, el va enderrocar per la força. Però el 338 aC els macedonis van restablir el seu domini que van conservar fins als temps de Filip V de Macedònia quan va ser ocupada per una flota combinada de Roma, Pèrgam i Rodes, que van recollir un gran botí. Després de la batalla de Cinoscèfales, Erètria va ser declarada pel senat de Roma "ciutat lliure".
Erètria va ser la seu de l'escola de filosofia fundada per Menèdem, nadiu de la ciutat i deixeble de Plató. Els filòsofs d'aquesta escola es van dir filòsofs eretris. També va néixer a la ciutat el poeta tràgic Aqueu (contemporani d'Èsquil). El poeta Sòpater de Pafos lloa la farina d'Erètria.
Al costat de l'antiga ciutat s'alça una petita vila que també porta el nom d'Erètria. Queden considerables restes de la ciutat: les muralles, les torres de l'acròpoli, el teatre, i alguns edificis i sobretot el temple d'Apol·lo Dafnèfor, amb relleus importants.